# Herdegen Fehlhaber
Herdegen Fehlhaber (* 3. Juni 1935 in Prenzlau; † 1. Juni 2023 in Till-Moyland) war ein deutscher Maler und Grafiker.

## Leben und Werk
Die Familie Fehlhabers zog in der Zeit des Nationalsozialismus aus Prenzlau nach Breslau. Das Breslauer Adressbuch verzeichnet Fehlhabers Vater Friedrich 1943 als „BezLandw.“ Kurz vor dem Ende des Zweiten Weltkriegs flüchtete die Familie nach Prenzlau zurück. Nach dem Abschluss der Grundschule arbeitete Fehlhaber notgedrungen vorübergehend als Landarbeiter. Von 1951 bis 1954 absolvierte er eine Lehre als Schriftmaler und Gebrauchswerber. Dann arbeitete er bis 1960 in seinem Beruf. Daneben besuchte er von 1957 bis 1960 bei Karl Michel die Mal- und Zeichenschule Zwickau. Auf Drängen Michels studierte er von 1960 bis 1965 an der Hochschule für Grafik und Buchkunst Leipzig, wo Heinz Wagner sein Lehrer war. Danach arbeitete er bis 1990 freiberuflich als Maler und Grafiker in Frankfurt/Oder. Neben seiner künstlerischen Tätigkeit leitete er Kunstzirkel. 1984 erhielt er den Orden Banner der Arbeit. Studienreisen führten ihn u. a. nach Ägypten, Polen, Bulgarien und in die UdSSR. Fehlhaber war Mitglied der SED und der Partei Die Linke und bis 1990 des Verbands Bildender Künstler der DDR.

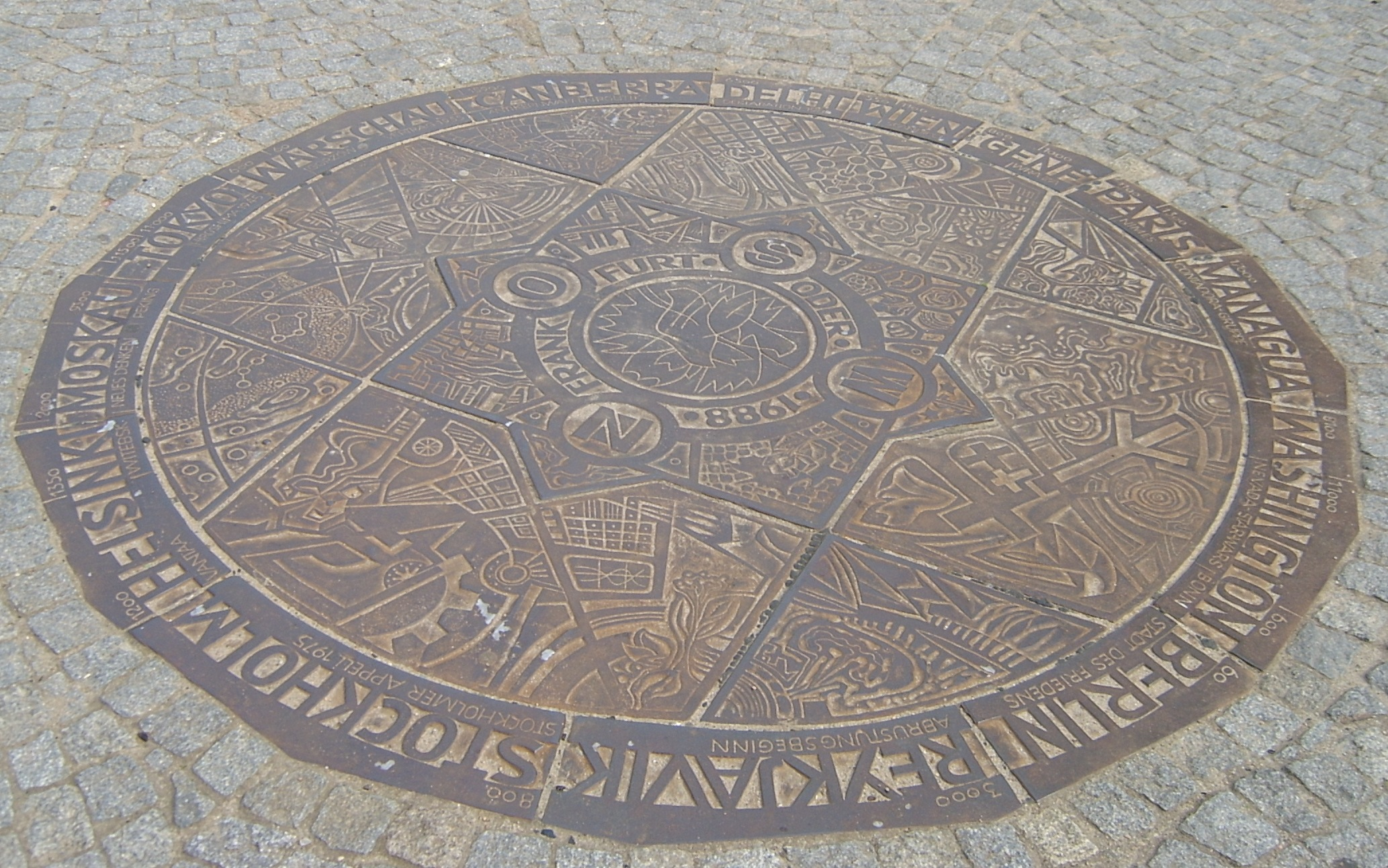
Das gesellschaftliche Geschehen der heutigen Zeit von Herdegen Fehlhaber

Neben seinem Wirken als Maler (vor allem Oderbruch-Landschaften) und Grafiker schuf Fehlhaber insbesondere Kunst am Bau für öffentliche Gebäude in Frankfurt/Oder und Schwedt. Hierzu gehören Glas- und Natursteinmosaike, Metall-Gestaltungen und Silikatmalerei. Seine Arbeiten wurden u. a. von staatlichen und gesellschaftlichen Institutionen in Auftrag gegeben oder angekauft. So schuf er bis 1976 mit Werner Voigt an einem Mehrzweckgebäude in Schwedt ein Wandmosaik Friedrich Engels, das Anfang der 2020er Jahre dem Verfall preisgegeben war. 1981 beauftragte der Rat des Kreises Bernau ihn mit der Schaffung eines Gedenksteins in Klosterfelde zur Erinnerung an den Holzarbeiterstreik, der dort 1931 seinen Ausgang nahm. Das Denkmal trägt die Inschrift „Gesetzt als Zeichen des Gedenkens an die Kämpfer der Arbeiterklasse um politische und soziale Befreiung.“ 1983 gestaltete Fehlhaber das Wandgemälde Hans-Beimler-Wettkämpfe an der Turnhalle in der Sabiniusstraße in Frankfurt. Nach einem Auftrag des Rates der Stadt Frankfurt entwarf er anlässlich der Arbeiterfestspiele 1988 eine Bodenplatte aus Stahlguss mit dem Titel Das gesellschaftliche Geschehen der heutigen Zeit. Sie befindet sich in der Großen Scharrnstraße. Der Bezirksvorstand des FDGB erwarb das Diptychon Friedenslauf (1988, Öl auf Holz, 95 × 171 cm), das in der Eingangshalle der Gedenkstätte Seelower Höhen angebracht wurde. Es befindet sich heute im Kunstarchiv Beeskow. Fehlhabers Werk Seid nett zueinander (1969, Mischtechnik auf Hartfaserplatte, 115 × 85 cm) wurde in die Sammlung der Städtischen Museen Junge Kunst und Viadrina aufgenommen.
Nach der deutschen Wiedervereinigung blieben Aufträge aus. Fehlhaber wurde erwerbslos und sicherte dann seinen Lebensunterhalt bis 1995 in Frankfurt als Mitarbeiter geförderter soziokultureller Projekte. Nach einer künstlerischen Schaffenspause arbeitete er ab 2001 wieder freiberuflich. Er widmete sich nun überwiegend der Malerei.
Im Januar 2022 zog Fehlhaber nach Bedburg-Hau in die Senioren-Klosterresidenz Till-Moyland. Aufgrund einer demenziellen Erkrankung änderte sich sein Malstil in dem letzten Jahr seines Schaffens und es entstanden über 50 Werke in der Zeit im Pflegeheim. Ab Juli 2022 hatte er im Seniorenhotel Till-Moyland, heute „Newcare home Till“, hatte er ein Zimmer mit fantastischem Ausblick, der seine Malerei beeinflusste.
Herdegens Frau Margrit verstarb 1985. Die Tochter Ulrike verwaltet seinen künstlerischen Nachlass.

## Rezeption
„Herdegen Fehlhaber ist geprägt von der Kunstrichtung des Kubismus, aufbauend auf seiner soliden handwerklichen Ausbildung zum Maler und Grafiker sind für ihn die Maler Pablo Picasso, Georges Braque und Fernand Léger Vorbild.“
In den letzten 2 Jahren seines Schaffens waren seine Werke sehr bunt und abstrakt. Dies war vermutlich seiner demenziellen Erkrankung geschuldet.

## Ausstellungen (mutmaßlich unvollständig)

### Einzelausstellungen
- 2006: Frankfurt/Oder, Galerie B („Metaphorische Landschaften“)[9]

- 2015: Frankfurt/Oder, Galerie B („Ein Rückblick“; Malerei und Grafik)[10]
- 2015  Frankfurt/Oder Spectrum Galerie Kunigam („Vorher und Jetzt“)
- 2018 Frankfurt/Oder Spectrum Galerie Kunigam ("Querschnitt meiner Arbeiten 1960 bis 2018)
- 2020: Frankfurt/Oder, Galerie B („Zeit-Räume“; Malerei und Grafik)[11]
- seit 2022 Dauerausstellung in der ehemaligen Klosterresidenz Till-Moyland, jetzt „Newcare Home Moyland“

### Ausstellungsbeteiligungen
- 1969: Frankfurt, Galerie Junge Kunst („Architektur und Bildende Kunst. Bezirksausstellung zum 20. Jahrestag der DDR“)
- 1969, 1976, 1979 und 1985: Frankfurt/Oder, Bezirkskunstausstellungen
- 1974/1975: Frankfurt/Oder, Galerie Junge Kunst („Junge Künstler '74. 1. Ausstellung junger bildender Künstler der DDR“)
- 1977: Leipzig, Messehaus am Markt („Kunst und Sport“)